# Paul Sabine
Paul Earls Sabine (* 1879; † 28. Dezember 1958 in Colorado Springs) war ein US-amerikanischer Experte für Raumakustik.
Er war ein an der Harvard University ausgebildeter Physiker und mit Wallace Sabine entfernt verwandt (ein Cousin) und leitete bis 1947 die Riverbank Acoustical Laboratories (ursprünglich gegründet von George Fabyan, anschließend geleitet von Wallace Sabine, der aber schon 1919 starb) in Geneva (Illinois), welche danach zur Amour Institute of Technology Research Foundation (AITRF) gehörten und heute zum Illinois Institute of Technology Research Institute (IITRI). Paul Sabine entwickelte dort Testverfahren und Standardisierungen.
Er war Gründungsmitglied der Acoustical Society of America und war zeitweise deren Präsident.
Auch sein Sohn Hale Johnson Sabine (1909–1981) war ein bekannter Akustiker, der mit seinem Vater zusammenarbeitete.

## Schriften
- Acoustics and Architecture. McGraw Hill, New York 1932.